# Number One (1973)
Number One ist ein italienischer Kriminalfilm und ein Politdrama von Gianni Buffardi aus dem Jahr 1973. In den Hauptrollen spielten Renzo Montagnani, Luigi Pistilli, Claude Jade, Chris Avram und Guido Mannari. Nachdem der Film 1973 aus politischer Zensur schnell aus der Öffentlichkeit verschwand, wurde er 2021 restauriert und erlebte seine Wiederaufführung im Kino und seine Weltpremiere im Fernsehen.

## Handlung
Rom. Im Nachtclub „Number One“, Treffpunkt von Künstlern, Callgirls, Playboys und Mafiosi, sind Verbrechen an der Tagesordnung. Kunstraub, Drogenhandel sind nur einige der Delikte, mit denen sich die Polizei befassen muss. Der Tod einer Amerikanerin sorgt schließlich für groß angelegte Ermittlungen.
Im „Number One“  geben die Playboys Benni  und Leo den Ton an. In einer Villa meldet Teddy Garner Jr. mit seinen Freunden Massimo und Dino den Tod seiner Frau Deborah. Das erste Ergebnis lautet Suizid, doch Kommissar Vinci  zweifelt daran und beginnt mit seinen Ermittlungen. Teddy Garner hat fluchtartig das Land verlassen, um sich der Verfolgung zu entziehen. Schnell entstehen Verbindungen zum organisierten Kunstraub, in dem Massimo und Dino aktiv sind und hier auch vor Mord nicht zurückschrecken. Die französische Schauspielerin Sylvie Boisset, die eine Freundin von Playboy Benni ist, geht als einzige zu der Beerdigung von Deborah. Sylvie informiert die Karabinieri über das Versteck der gestohlenen Gemälde in einem Kloster. Später besucht Sylvie ihren Freund Massimo, der sie vor allem vor Leo und dem Commendatore warnt. Von Massimo erfährt sie Schreckliches. Die Polizei hat inzwischen das Kloster durchsucht, die Gemälde gefunden und den Prior verhaftet. Vinci arbeitet von nun an gemeinsam mit dem „Capitano“, dem Kommandanten der Karabinieri. Massimo will nach dem Treffen mit Sylvie mit seiner Frau, dem Fotomodell Betsy, in die Schweiz fliehen, doch die beiden werden in eine Falle gelockt und an einem See, dem Lago di Martignano, erschossen. Sylvie geht erneut zu den Karabinieri und macht eine Aussage beim Capitano zum Tod Deborahs: Als Teddy mit seinen Freunden Massimo und Dino im Haus von Deborah ankam, lag diese nach der Einnahme von Heroin nackt und sich wälzend mit Schaum vor dem Mund, auf dem Bett. Dino beruhigte seine Freunde, sie sollen den Todeskampf von Deborah abwarten. Während die Männer Karten spielen, ist Deborah nach langem Todeskampf tot. Erst dann rufen sie den Doktor. Und Teddy verlässt eilig Italien. Die Aussage von Sylvie führt zu einer erneuten Obduktion von Deborahs Leiche. Doch die Ermittler können keinen Schuldigen finden, denn immer wieder verschwinden Verdächtige oder auch Zeugen...

## Entstehungsgeschichte
Nicola Campigli, dem 1971 von seinem verstorbenen Vater Massimo ein Vermögen an Bildern hinterlassen wird, ist Opfer eines Kunstraubs. Da Campigli mit dem Jet Set Roms im Club „Number One“ verkehrt, lernt er den Schwiegersohn des Komikers Totò, den jungen Filmproduzenten Gianni Buffardi kennen. Nach Auffliegen der Diebe recherchieren Campigli und Buffardi im Nachtclub sowie auf Polizeirevieren. Mit einem Dutzend Stars, darunter die Italiener Renzo Montagnani, Luigi Pistilli, Guido Mannari und Venantino Venantini, dem Rumänen Chris Avram und der französischen Schauspielerin Claude Jade als heimlicher Informantin entsteht der Krimi Number One, der schließlich am 28. Mai 1973 seine Premiere hat.
Da der Film sehr deutliche Bezüge zu damals aktuellen Prozessen um das „Number One“ zeigt und reale Personen klar erkennbar macht, so zum Todesfall Talitha Getty und zur Banda della Magliana („Magliana-Bande“), wurde er nach der Aufführung sofort wieder aus dem Verkehr gezogen: Die Erinnerung an das reale Number One, Roms angesagtestem Nachtclub, der nach einem anonymen Hinweis nur ein Jahr zuvor wegen Drogenkonsums geschlossen wurde, war zu lebendig.
Erst 2021 wurden in einem Lagerhaus Negative entdeckt und der Film wurde vom Centro Sperimentale di Cinematografia restauriert und erfuhr seine Wiederaufführung und seine Welturaufführung im Fernsehen.

## Restaurierung und Wiederaufführung 2021
Der Film, dessen Hauptfiguren Pseudonyme von teilweise echten Vertretern des Jetset im Rom der 1970er Jahre sind, verschwindet recht schnell aus der Öffentlichkeit. 2021 tauchen Negative auf. Das Centro Sperimentale di Cinematografia und die Cineteca Nazionale rekonstruieren den Film in Zusammenarbeit mit dem Cineasten-Fernsehsender Cine34. Bei der Arbeit sind auch Roberto d'Ettorre Piazzoli, der damalige Kameramann, und Antonello Buffardi, der Sohn des Regisseurs, anwesend. Der Film wurde auf dem 39. Torino Film Festival in Turin im November 2021 wiederaufgeführt Anschließend wird der Film beim Sender Cine34 seine Fernsehpremiere haben. Luca Pallanch von der Cineteca Nazionale erklärt: „Das gute Roma, etwas früher von Carlo Lizzani erzählt, und das schlechte Rom, gemalt von Gianni Buffardi, sind zwei Seiten derselben Medaille, die nun nicht nur Cinephilen, sondern auch Detektiven in der italienischen Geschichte geboten wird.“
„Number One“ hat seine Fernseh-Erstausstrahlung am 9. Dezember 2021 auf dem dem italienischen Kino gewidmeten Kanal Cine 34 mit einer filmhistorischen Einführung durch den Filmkritiker Tatti Sanguineti.